# Isidor Balaguer Sanchis
Isidor Balaguer Sanchis (València, 1931 - 29 de gener de 2017), més conegut com a Doro Balaguer, fou un pintor i polític valencià, membre del Grup Parpalló i dirigent del Partit Comunista del País Valencià primer, i fundador de la Unitat del Poble Valencià posteriorment.

## Biografia
Provinent d'una família d'industrials i comerciants, Doro Balaguer es va llicenciar en Belles Arts i va viure a París, on va rebre la influència de les tendències més avantguardistes de la pintura dels anys 50. En tornar a València, formaria part del Grup Parpalló, per a abandonar posteriorment la pintura i dedicar-se a la política.
Encara durant el franquisme, va ser un dels dirigents del Partit Comunista d'Espanya al País Valencià, en temps en què aquell partit era clandestí. Durant la dictadura fou detingut i torturat en diverses ocasions. El franquisme també li va retirar el passaport en diverses ocasions. Amb l'arribada de la transició democràtica, Balaguer seria un dels líders del Partit Comunista del País Valencià fins als anys 80, quan junt a un sector valencianista abandonaria el partit per a fundar l'Agrupament d'Esquerra del País Valencià, formació de curta vida que en les eleccions generals espanyoles de 1982 participaria en la coalició Unitat del Poble Valencià, que en 1984 esdevindria partit polític. Abans, però, Doro Balaguer seria el candidat a la presidència de la Generalitat Valenciana per Unitat del Poble Valencià a les eleccions a les Corts Valencianes de 1983, on obtindria poc més del 3% del vot i seria la quarta força política.
Poc després abandonaria la política, i en la dècada de 2010 va tornar al món de la pintura, exposant les seues obres de nou.